# Хазарасп (футбольний клуб)
Футбольний клуб «Хазарасп» або просто «Хазарасп» — узбецький професіональний футбольний клуб з міста Хазарасп Хорезмської області.

## Історія
Футбольний клуб «Хазарасп» було створено в 2002 році в місті Хазарасп Хорезмської області. З 2003 року команда розпочала свої виступи в Першій лізі Узбекистану. Найкраще досягнення — 5-те місце в Першій лізі 2003 року

## Досягнення
- Перша ліга Чемпіонату Узбекистану:
  - 5-те місце (1) — 2003